# Anghel Saligny
Anghel Saligny (Șerbănești, 19 aprile 1854 – Bucarest, 17 giugno 1925) è stato un ingegnere rumeno.
Tra le sue opere si segnala il ponte ferroviario sul Danubio a Cernavodă. Iniziato nel 1890 ed inaugurato nel 1895, era all'epoca il ponte più lungo d'Europa.
Portano il suo nome il comune di Saligny nel distretto di Costanza e la stazione Anghel Saligny della metropolitana di Bucarest.